# Urochloa setigera
Urochloa setigera là một loài thực vật có hoa trong họ Hòa thảo. Loài này được (Retz.) Stapf miêu tả khoa học đầu tiên năm 1920.